# Imre Tóth (philosophe)
Imre Tóth (ou Toth) est un philosophe, mathématicien et historien des sciences roumain, né le 26 décembre 1921 à Satu Mare (Transylvanie) et mort le 11 mai 2010 à Paris. Résistant avec les communistes pendant la Seconde Guerre mondiale puis exclu du Parti, il a échappé de peu à la mort dans les camps. Il est un grand spécialiste de philosophie des mathématiques. Il a travaillé sur la géométrie non euclidienne, l'irrationnel mathématique, la liberté, Platon et le platonisme, Aristote, Spinoza, Kant et Hegel.

## Biographie
Imre Toth est né le 26 décembre 1921 à Satu Mare, « l’ancienne Szatmár-Németi hongroise devenue roumaine ». Sa famille s'y est refugiée pour fuir les pogroms, rappelle le journaliste Robert Maggiori. Dans sa jeunesse, il étudie au séminaire des rabbins de Francfort. Son intérêt se porte vers la philosophie et les mathématiques.
Lors de la Seconde Guerre mondiale, en 1940, il entre dans la résistance au sein d'un groupe communiste. Il est arrêté, subit la torture et devait être tué à Auschwitz dans les camps de la mort, avant d'être sauvé par les Alliés. Pendant son incarcération, il construit sa philosophie des axiomes. À cause de blessures à la jambe causées par un gardien de prison, Imre Toth marchera avec des béquilles.
Après la guerre, il intègre l'Université de Cluj pour y poursuivre ses études. Il devient professeur de philosophie et d'histoire des mathématiques. Le Parti communiste roumain l'exclut de ses rangs en 1958. Il est « docteur ès sciences de l’Université de Bucarest en 1968 », et ses travaux sur l'histoire de la géométrie non euclidienne lui vaudront une reconnaissance internationale. Il quitte la Roumanie en 1969.
Il enseigne ensuite l'histoire des sciences à l'Université de Ratisbonne en 1990. Il fait aussi des conférences dans de prestigieuses universités, comme celle de Princeton et l'École normale supérieure de Paris. Il est mort le 13 mai 2010 à Paris.   Il  est inhumé au cimetière parisien de Pantin dans la  78e division.

## Un « juif universel »

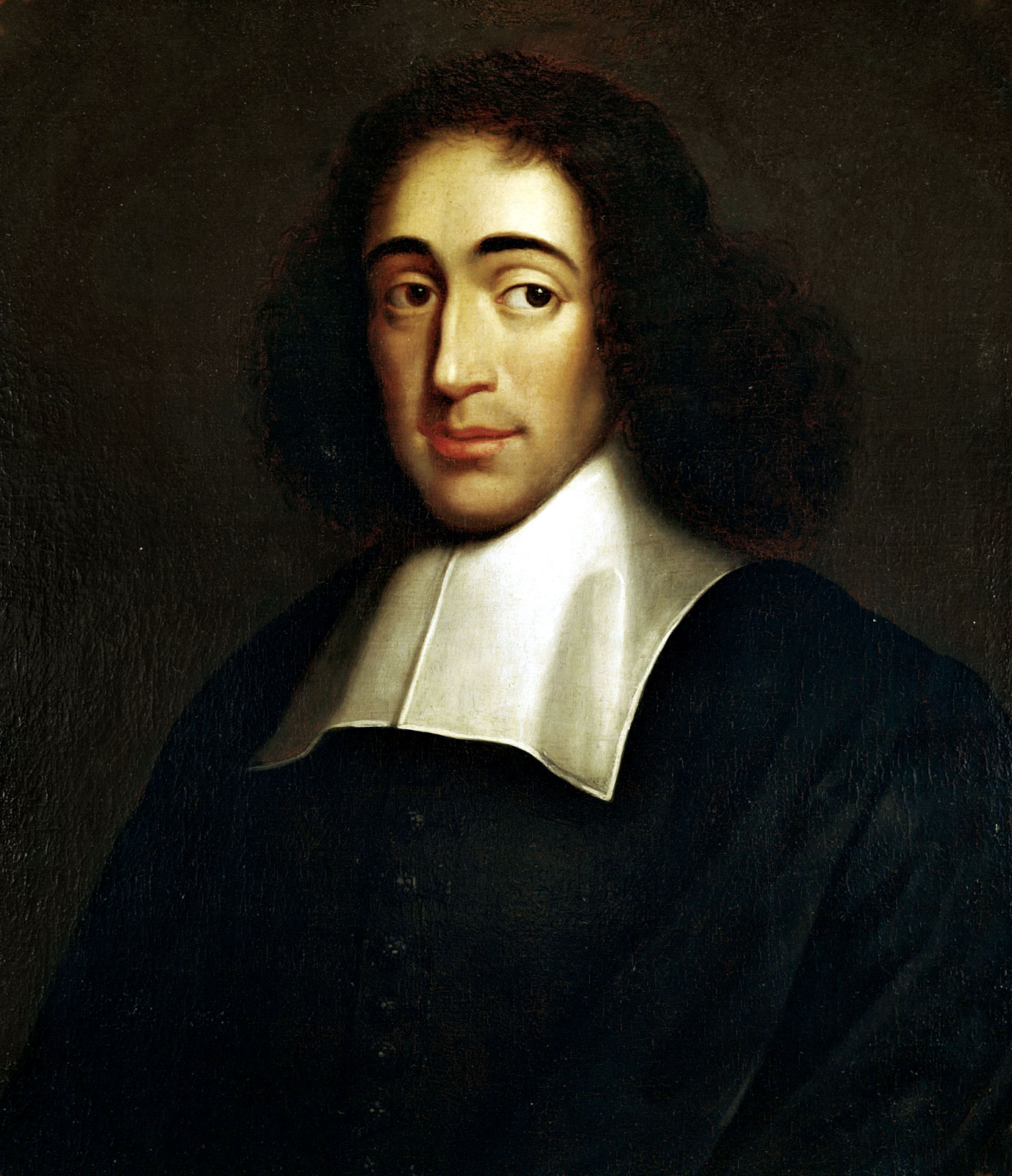
Portrait de Baruch Spinoza, ca. 1665, philosophe juif dont Imre Toth est proche.

Alain Laraby, avocat à la cour de Paris, a rédigé un papier sur son amitié avec Imre Toth. Il décrit le rapport de celui-ci au judaïsme : 
« notre Étranger d'Élée ne peut être regardé comme un juif orthodoxe, mais plutôt comme un juif universel, comme EINSTEIN ou FREUD ou comme, en plein Aufklärung, Moses MENDELSSOHN, qui furent tous, plus ou moins, doublement exilés, à l'intérieur comme à l'extérieur, en raison de leur caractère libre-penseur. »
En effet, Imre Toth est imprégné de culture juive autant que de philosophie grecque. Laraby le compare à Spinoza dans « le souci d'exprimer la liberté de la pensée au-delà du contrôle de l’État comme des idées ». La culture juive de Toth se manifeste dans son rapport à l'écrit : il rature et commente constamment les textes, refusant de sacraliser une quelconque autorité. Il s'inspire aussi du surréalisme en pratiquant la méthode du collage, notamment dans son livre Palimpseste.
Laraby repère chez Toth l'influence de Philon d'Alexandrie, Michel de Montaigne et Marcel Proust. Toth qualifie Alexandrie de « New-york juif antique » selon le témoignage de Laraby, et il voit dans les textes de Montaigne une influence de la « philosophie marrane ». Cela signifie que le scepticisme de Montaigne ne doit pas uniquement être lu de façon négative. Montaigne serait un « philosophe soucieux de situer l'Absolu hors de portée des atteintes de ces points de vue qui prétendent l'incarner ou le monopoliser », comme l'affirmaient les philosophes juifs du XVe siècle espagnol.
Imre Toth est un lecteur de Spinoza, chez qui se mêlent les influences judaïques et helléniques. Toth discute aussi les autres rationalistes modernes : Descartes, Leibniz, Kant et Hegel. Toth aime la phrase de Hegel « L’homme est libre, mais il ne le sait pas ; donc il n’est pas libre ».

## Philosophie des mathématiques

### La liberté

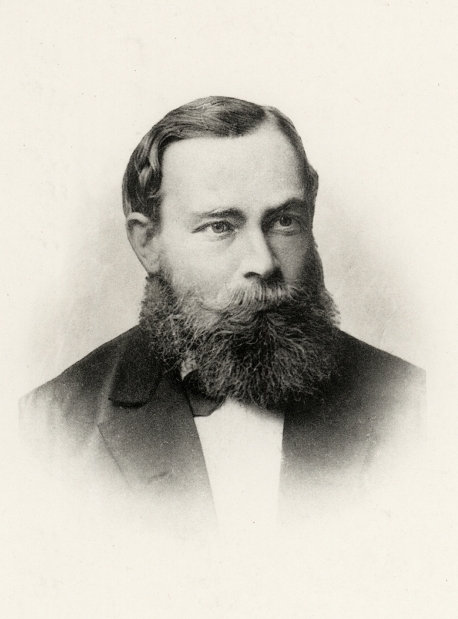
Gottlob Frege, logicien auquel s'oppose Imre Toth. Photographie prise vers 1879.

Dans son important ouvrage Liberté et vérité. Pensée mathématique et spéculation philosophique publié en 2009, Imre Toth critique les thèses du logicien Gottlob Frege, notamment le fait que « [l]es lois [logiques], pour Frege, ne sont pas des conventions. Intangibles, elles s'imposent aux hommes, qui les saisissent mais ne les créent pas », explique le journaliste Jean-Paul Thomas. Toth oppose à Frege la notion de « libre choix », à partir des géométries non euclidiennes que Frege rejetait.
En effet, le mathématicien peut choisir de créer un système cohérent, par exemple en refusant le postulat des parallèles. L'aspect créatif des mathématiques les rapproche de l'art. Selon Imre Toth, il n'est pas un contemplatif qui « s'inclin[e] devant les vérités qu'il découvr[e] ». Toth refuse ainsi le « platonisme scolaire » de Frege, déjà contesté par Platon lui-même dans ses « dialogues tardifs », selon Jean-Paul Thomas. Les dialogues tardifs de Platon sont, selon Raymond Simeterre, Le Sophiste, Le Politique, le Philèbe, le Timée, le Critias et Les Lois.
La liberté du mathématicien s'exprime dans « la possibilité d'imaginer un monde où il existerait des droites coplanaires non orthogonales sans nul point d'intersection ou d'incidence ». Ce monde ne doit donc pas, selon Toth, être rejeté dans le non-être, en réalité, il n'y a pas qu'un seul monde qui est. L'être et le non-être coexistent, comme dans Le Sophiste de Platon (241d).
La liberté n'est cependant pas « capricieuse » ou « d'indifférence ». Laraby écrit que pour Toth, la liberté consiste à choisir entre plusieurs systèmes mathématiques cohérents, qui s'excluent tout en existant simultanément. Il existe plusieurs géométries cohérentes et non une seule, ce qui ne veut pas dire que nous puissions créer n'importe quoi.

### Philosophie grecque
Imre Toth a travaillé sur la philosophie et les mathématiques grecques, en particulier celles de Platon et Aristote. Le philosophe Robert Maggiori explique que « Son apport principal [en histoire des sciences] est d’avoir découvert dans la philosophie grecque, chez Platon et Aristote, des références inaperçues à des géométries non euclidiennes ».
Toth constate qu'Aristote envisage la possibilité de propositions antagonistes à celles d'Euclide. « Jamais [Aristote] n'accorde une préférence à la proposition euclidienne », écrit-il. Par exemple, la proposition qui dit que la somme des angles d'un triangle est égale à 180° n'est pas considérée par Aristote comme évidente, affirme Toth. Ce dernier s'appuie sur le statut de « demande » accordé par Euclide au postulat des parallèles (le cinquième) dans les Éléments. Une demande est quelque chose qui « offre l'occasion d'une thèse contraire ». Cette interprétation de Toth ne fait pas l'unanimité, et Laraby rappelle qu'on lui a reproché de chercher à tort dans la Grèce antique une géométrie non euclidienne.
Toth s'intéresse aussi à la philosophie de Zénon d'Élée.

### Philosophie allemande
Toth va jusqu'à affirmer que les philosophes grecs sont plus avancés que Kant et Hegel en philosophie des mathématiques. Il soutient en effet que les Grecs Platon et Aristote avaient déjà envisagé la possibilité de mathématiques non euclidiennes, tandis que les efforts louables de Kant et de Hegel en restent éloignés. Laraby explique que pour Toth : 
« Kant n'a pas tiré la conséquence que l'euclidicité du triangle, à savoir que la somme de ses angles est égal[e] à deux droits, peut être dissociée du triangle même à partir du moment où il admettait que cette propriété n'était pas dérivable de ce dernier. »

De même, « Toth continua non moins de soupirer que le sujet hégélien n'ait pas songé à dialectiser davantage le progrès des mathématiques ». Hegel dialectise le progrès de la raison vers l'absolu mais il exclut de ce progrès les mathématiques. Pour lui, l'histoire des sciences est cumulative contrairement à l'histoire de la philosophie qui se développe par négations et dépassements. Il en tire la conséquence en 1816 que les mathématiques n'ont plus d'histoire à proprement parler depuis Euclide, dans ses Leçons sur l'histoire de la philosophie. Cela veut dire que les mathématiques ne font que préciser leurs résultats, sans renouveler en profondeur leurs fondements. Hegel écrit : 
« Lorsqu'il s'agit d'une science comme les mathématiques, l'histoire a surtout l'agréable occupation de raconter des développements et la géométrie élémentaire, par exemple, peut, étant donné l'ampleur avec laquelle Euclide l'a exposée, être considérée comme sans histoire à partir de ce moment. »

## Œuvres

### En français
- Imre Toth, Liberté et vérité : Pensée mathématique et spéculation philosophique, Paris, Éditions de l'Éclat, 2009, 144 p.,  (ISBN 9782841621798).
- Imre Toth, Palimpseste : Propos avant un triangle, Paris, Presses universitaires de France, 2000, 528 p.,  (ISBN 9782130500032).
- Imre Toth, « La philosophie et son lieu dans l’espace de la spiritualité occidentale. Une apologie », Diogène, vol. 4, no 216,‎ 2006, p. 3-35 (lire en ligne, consulté le 25 mars 2017).
- Imre Toth, Platon et l'irrationnel mathématique, Paris, Éditions de l'Éclat, 2011, préface de Romano Romani, 128 p.,  (ISBN 9782841622344).
- Imre Toth, « Le problème de la mesure dans la perspective de l'Être et du Non-Être. Zénon et Platon, Eudoxe et Dedekind : une généalogie physico-mathématique », dans Roshdi Rashed (éd.), Mathématiques et philosophie de l'Antiquité à l'Âge classique, Paris, CNRS, 1991.
- Imre Toth, « La révolution non euclidienne », dans Michel Biezunski (dir.), La Recherche en histoire des sciences, Paris, Seuil, 1983 (ISBN 9782020065955).

### En italien
- (it) Imre Toth, Aristotele e i fondamenti assiomatici della geometria, Milano, Vita e Pensiero, 1997, 716 p.,  (ISBN 9788834300855).
- (it + la) Pierangelo Frigerio (dir.), Euclide liberato da ogni macchia, introduction d'Imre Toth et d'Elisabetta Cattanei, Milano, Bompiani, 2001.
- (it) Imre Toth, La Filosofia della matematica di Frege. Una restaurazione filosofica, una controrivoluzione scientifica, Roma, Quodlibet, 2015, 192 p.,  (ISBN 9788874627400).
- (it) Imre Toth, De Interpretazione. La geometria non-euclidea nel contesto della oratio continua del commento ad Euclide, Napoli, La Città del Sole, 2000.
- (it) Imre Toth, Matematica ed emozioni, Roma, Di Renzo Editore, 2004, 70 p.,  (ISBN 9788883230707).
- (it) Imre Toth, Lo schiavo di Menone, Milano, Vita e Pensiero, 1998, 168 p.,  (ISBN 9788834300879).